# Kuu Kuu Harajuku
Kuu Kuu Harajuku es una serie de dibujos animados australiana creada por la cantante Gwen Stefani para el canal Network Ten. Fue estrenada por primera vez en Australia en 2015.

## Personajes
- G  (Maggie Chretien) es el líder de HJ5. Es una chica de diecisiete años de edad, sin temor, confiada, de cabeza llana y digna de confianza. Ella mantiene la banda HJ5 juntos, y no tiene miedo de asumir un reto. Su verdadero nombre es "Gwen". Ella se basa en Gwen Stefani, el creador de la serie y la marca "Harajuku Girls".

- Love (Daisy Masterman) es el genio de HJ5. Ella es inventiva, creativa, inteligente y diligente. Ella tiene un don grande para la ciencia, y viene para arriba con las invenciones y las explicaciones científicas para los acontecimientos, aunque a veces sus inventos salen de control.

- Ángel (Emma Taylor-Isherwood) es el fashionista residente de HJ5. Ella es de moda, burbujeante, alegre y elegante. Adora modas lindas, tendencias y estilos. Ella también es una animadora, y ella también puede animar a la gente haciendo bromas.

- Música  (Sally Taylor-Isherwood) es la más activa de HJ5. Ella es una atrevida, sarcástica, valiente y auténtica. Ella trae una actitud feroz a la venda. Ella es buena bailando y cantando, pero cuando viene el problema, luchará y defenderá o protegerá a sus amigos.
- Baby (Charlotte Nicdao) es el miembro más joven de HJ5. Ella es dulce, linda, adorable y despreocupada. Ella tiene un comportamiento infantil e inocente, y ve lindo en cualquier cosa; Ella ama todo lo lindo, especialmente en animales, criaturas y comida, y suele fantasear sobre ellos. También le encanta dar abrazos.

- Rudolph "Rudie" Rhodes (Danny Smith) es el mánager de HJ5. Es bastante ingenuo, hiper, exagerado, torpe y crédulo. Mientras que esto tiende para conseguir a las muchachas ya sí mismo en apuro, él realmente cuida sobre ellos y su seguridad. Por lo general, habla de llevar a las chicas a alguna parte, pero no suele ir como estaba planeado. Es un adulto.